# Sonia Gegenhuber
Sonia Gegenhuber (* 28. September 1970 in South Australia) ist eine ehemalige australische Fußballspielerin österreichischer Abstammung.

## Karriere
Sonia Gegenhuber wurde am 28. September 1970 im Bundesstaat South Australia als Tochter des am 1939 geborenen und 1959 nach Australien ausgewanderten Österreichers Oskar Gegenhuber geboren. Sie wuchs in der Stadt Mannum am Murray River, rund 84 Kilometer östlich von Adelaide, auf und spielte bereits in ihrer Kindheit und Jugend an der Seite ihrer drei Brüder Fußball. Eine spezielle Ausbildung als Fußballspielerin erhielt sie in weiterer Folge an der Queensland Academy of Sport (QAS) der sie jahrelang als Spielerin angehörte. Dort spielte sie für das zeitweise auch als Queensland Sting bekannte Frauenfußballteam und war mit diesem unter anderem auch in der Women’s National Soccer League aktiv. Auf Vereinsebene spielte sie auch noch für Coalstars und Eastern Suburbs.
In ihrer aktiven Laufbahn repräsentierte sie ihr Heimatland in 75 Länderspielen; davon absolvierte sie allein 60 für die australische A-Nationalmannschaft der Frauen. Den Matildas, so der Spitzname des Teams, gehörte sie in den Jahren 1989 bis 1999 an und führte sie zeitweilig (1998/99) sogar als Mannschaftskapitänin. Ihr Debüt in der Nationalmannschaft gab sie als 18-Jährige gegen Japan. Ihr einziges Tor im Nationalteam erzielte sie bei einem der beiden Qualifikationsspiele zur WM 1991, die Australien knapp verpasste. Mit den Australierinnen, die sich in weiterer Folge bis heute (Stand: 2018) für alle WM-Endrunden qualifizieren konnten, nahm Gegenhuber daraufhin erstmals 1995 an einer WM-Endrunde teil und schied hierbei bereits in Gruppenphase als Letzter der Gruppe C vom laufenden Turnier aus. Sie selbst absolvierte dabei zwei der drei Gruppenspiele. Dem zwanzigköpfigen Spieleraufgebot, das an der WM 1999 in den Vereinigten Staaten teilnahm, gehörte sie nicht mehr an. Ihr letztes Länderspiel absolvierte sie am 19. März 1999, rund drei Monate vor dem Turnier, bei einer 0:2-Niederlage gegen China.
Nach ihrem Karriereende als Aktive konzentrierte sie sich vermehrt auf das Trainieren und Unterrichten sowie auf Heilmassagen. 2007 wechselte sie kurzzeitig für eine Tour der Matildas durch China in deren Trainerstab. In den Jahren 2009 bis 2014 trat sie zudem als Trainerin der U-14-Schulmädchenauswahl von Queensland in Erscheinung.
Anlässlich der 50-jährigen Zugehörigkeit zur FIFA wurde sie im Jahre 2013 vom australischen Fußballverband für die 1990er Jahre in die Frauenfußballnationalmannschaft des Jahrzehnts gewählt.
Im Jahre 2018 erfolgte ihre Wahl in die Football Federation Australia Hall of Fame; an der Seite des Herrenfußballers Mark Bresciano und des Journalisten Andrew Dettre.